# Климат Казани
Кли́мат Каза́ни умеренно континентальный с морозной зимой и умеренно жарким летом. Среднегодовая температура — 5,1 °C. Среднегодовое количество осадков — 565,2 мм.

## Общая характеристика
Снежный покров умеренный, достигает своей максимальной высоты в феврале и марте — 44 см. Количество ясных дней в году — 37, облачных — 171, пасмурных — 157 при общей облачности и 135, 156 и 74 при нижней облачности соответственно. Наиболее облачным месяцем является ноябрь, наименее облачными — июль и август. Осенью и весной бывают туманы, всего 16 дней в году. Наиболее тёплый месяц года — июль, наиболее холодный — январь.

### Температура воздуха
Средняя температура воздуха в Казани, по данным многолетних наблюдений, составляет +4,6 °C. Самый холодный месяц в городе — январь со средней температурой −10 °C (среднемноголетний температурный минимум −25  °C). Самый тёплый месяц — июль, его среднесуточная температура +20,5 °C. Самая высокая температура, отмеченная в Казани за весь период наблюдений, +39,0 °C (1 августа 2010 года), а самая низкая −46,8 °C (21 января 1942 года).
Погода с устойчивой положительной температурой устанавливается, в среднем, в конце марта—начале апреля, а с устойчивой средней температурой ниже нуля — в конце октября—начале ноября.
| Максимальная и минимальная среднемесячная температура | Максимальная и минимальная среднемесячная температура | Максимальная и минимальная среднемесячная температура | Максимальная и минимальная среднемесячная температура | Максимальная и минимальная среднемесячная температура | Максимальная и минимальная среднемесячная температура | Максимальная и минимальная среднемесячная температура | Максимальная и минимальная среднемесячная температура | Максимальная и минимальная среднемесячная температура | Максимальная и минимальная среднемесячная температура | Максимальная и минимальная среднемесячная температура | Максимальная и минимальная среднемесячная температура | Максимальная и минимальная среднемесячная температура |
| Месяц                                                 | Янв                                                   | Фев                                                   | Мар                                                   | Апр                                                   | Май                                                   | Июн                                                   | Июл                                                   | Авг                                                   | Сен                                                   | Окт                                                   | Ноя                                                   | Дек                                                   |
| Самый тёплый, °C                                      | −3,0 (2020)                                           | −2,4 (2002)                                           | 2,6 (2020)                                            | 11,3 (1995)                                           | 18,4 (1906)                                           | 22,7 (1921)                                           | 25,9 (2010)                                           | 24,6 (1869)                                           | 17,4 (1847)                                           | 8,4 (1896)                                            | 2,9 (2013)                                            | −2,4 (2006)                                           |
| Самый холодный, °C                                    | −22,0 (1813)                                          | −21,6 (1954)                                          | −13,4 (1963)                                          | −2,0 (1929)                                           | 6,4 (1918)                                            | 12,9 (1930)                                           | 15,2 (1926)                                           | 13,3 (1980)                                           | 6,5 (1817)                                            | −2,5 (1976)                                           | −10,8 (1891)                                          | −21,8 (1860)                                          |
| ----------------------------------------------------- | ----------------------------------------------------- | ----------------------------------------------------- | ----------------------------------------------------- | ----------------------------------------------------- | ----------------------------------------------------- | ----------------------------------------------------- | ----------------------------------------------------- | ----------------------------------------------------- | ----------------------------------------------------- | ----------------------------------------------------- | ----------------------------------------------------- | ----------------------------------------------------- |

### Осадки, относительная влажность воздуха и облачность
Среднегодовая сумма осадков в Казани — около 558 мм. Влажность воздуха за год составляет около 75 %, летом — 63—73 %, а зимой — 77—86 %.
| Относительная влажность воздуха | Относительная влажность воздуха | Относительная влажность воздуха | Относительная влажность воздуха | Относительная влажность воздуха | Относительная влажность воздуха | Относительная влажность воздуха | Относительная влажность воздуха | Относительная влажность воздуха | Относительная влажность воздуха | Относительная влажность воздуха | Относительная влажность воздуха | Относительная влажность воздуха | Относительная влажность воздуха |
| Месяц                           | Янв                             | Фев                             | Мар                             | Апр                             | Май                             | Июн                             | Июл                             | Авг                             | Сен                             | Окт                             | Ноя                             | Дек                             | Год                             |
| Влажность воздуха, %            | 84                              | 80                              | 76                              | 67                              | 58                              | 65                              | 68                              | 70                              | 75                              | 80                              | 85                              | 84                              | 74                              |
| ------------------------------- | ------------------------------- | ------------------------------- | ------------------------------- | ------------------------------- | ------------------------------- | ------------------------------- | ------------------------------- | ------------------------------- | ------------------------------- | ------------------------------- | ------------------------------- | ------------------------------- | ------------------------------- |

Большая часть атмосферных осадков выпадает с июня по октябрь, максимум их приходится на июль, а минимум — на апрель. В течение года среднее количество дней с осадками — около 197 (от 11 дней в мае до 24 дней в декабре). Самым дождливым месяцем был июнь 1978 года, когда выпало 217 мм осадков (при норме 70 мм). Самыми засушливыми месяцами были февраль 1984 года, август 1972 года и октябрь 1987 года, когда в Казани не наблюдалось осадков вообще.
Нижняя облачность составляет 5,3 балла, общая облачность — 6,7 балла.
| Облачность                | Облачность | Облачность | Облачность | Облачность | Облачность | Облачность | Облачность | Облачность | Облачность | Облачность | Облачность | Облачность | Облачность |
| Месяц                     | Янв        | Фев        | Мар        | Апр        | Май        | Июн        | Июл        | Авг        | Сен        | Окт        | Ноя        | Дек        | Год        |
| Общая облачность, баллов  | 7,9        | 6,9        | 6,3        | 6,0        | 5,9        | 5,9        | 5,3        | 5,8        | 6,7        | 7,6        | 8,2        | 8,0        | 6,7        |
| Нижняя облачность, баллов | 5,2        | 4,0        | 3,2        | 2,8        | 3,0        | 3,2        | 2,9        | 3,2        | 4,0        | 5,5        | 6,3        | 5,8        | 4,1        |
| ------------------------- | ---------- | ---------- | ---------- | ---------- | ---------- | ---------- | ---------- | ---------- | ---------- | ---------- | ---------- | ---------- | ---------- |

## Характеристика сезонов года

### Зима
Зима в Казани характеризуется умеренно холодной погодой, иногда возможны оттепели и морозы ниже −30 °C. Осадки выпадают в основном в виде снега.
Зима длится с начала ноября до конца марта — начала апреля. Среднесуточная температура ниже −5 °C стоит, как правило, с конца ноября до середины марта.

### Весна
Весна наступает в конце марта — начале апреля. Среднесуточная температура переходит отметку в 0 °C в среднем 28 марта, отметку в 5 °C — 14 апреля, а отметку в 10 °C — 3 мая. Число дней с осадками меньше, чем в другие периоды года, по сравнению с зимой меньше пасмурных дней, ниже относительная влажность воздуха (68 % в апреле и 59 % в мае).

### Лето
Летняя погода устанавливается в среднем 21 мая, когда среднесуточная температура достигает 15 °C. Лето характеризуется тёплой или жаркой погодой с большим количеством солнечных дней. Особенно жарким было лето 2010 года, когда был перекрыт старый температурный рекорд в 37,9 °C, а новый составил 39,0 °C.

### Осень
Осень наступает в среднем в начале сентября, когда среднесуточная температура опускается ниже 15 °C. В третьей декаде сентября температура опускается ниже 10 °C, а во второй декаде октября — ниже 5 °C.
Первые заморозки в воздухе случаются, как правило, в конце сентября — начале октября, самый ранний заморозок (−0,9 °C) был отмечен 5 сентября 1949 года.

## Климатограмма
| Показатель                                  | Янв.  | Фев.  | Март  | Апр.  | Май  | Июнь | Июль | Авг. | Сен. | Окт.  | Нояб. | Дек.  | Год   |
| ------------------------------------------- | ----- | ----- | ----- | ----- | ---- | ---- | ---- | ---- | ---- | ----- | ----- | ----- | ----- |
| Абсолютный максимум, °C                     | 4,5   | 5,6   | 15,8  | 29,5  | 33,8 | 37,5 | 38,9 | 39,0 | 32,3 | 23,4  | 15,0  | 6,1   | 39,0  |
| Средний суточный максимум, °C               | −7,2  | −6,7  | −0,2  | 10,2  | 19,0 | 23,5 | 25,5 | 22,9 | 16,3 | 8,1   | −1    | −5,8  | 8,7   |
| Средняя температура, °C                     | −10   | −9,7  | −3,3  | 5,8   | 14   | 18,3 | 20,5 | 18,3 | 12,3 | 5,3   | −2,5  | −8    | 4,6   |
| Средний суточный минимум, °C                | −13,5 | −13,3 | −7,3  | 1,6   | 8,2  | 13,3 | 15,5 | 13,3 | 8,2  | 2,2   | −5,6  | −11,4 | 0,9   |
| Абсолютный минимум, °C                      | −46,8 | −39,9 | −31,7 | −27,2 | −6,5 | −1,4 | 2,6  | 1,0  | −5,4 | −23,4 | −36,6 | −43,9 | −46,8 |
| Норма осадков, мм                           | 40    | 33    | 32    | 31    | 41   | 63   | 65   | 60   | 51   | 53    | 46    | 43    | 558   |
| Источник: Погода и климат Норма 1981 - 2010 |       |       |       |       |      |      |      |      |      |       |       |       |       |

## Изменение климата
В конце XX—начале XXI века в Казани произошёл скачкообразный рост температуры в зимний период. Кроме того, наблюдается небольшой рост температуры летом.
Все абсолютные минимумы температуры в Казани по месяцам были зарегистрированы в XIX — XX веках, в то время как на XXI столетие приходится уже 4 абсолютных максимума. Следующие месяцы в XXI веке стали самыми тёплыми за историю метеонаблюдений в Казани: январь и март 2020 года, февраль 2002 года, июль 2010 года, ноябрь 2013 года и декабрь 2006 года. В то же время самые холодные месяцы наблюдались в XIX—XX веках (последний раз самым холодным стал август 1980 года).
| Показатель                                       | Янв.  | Фев.  | Март | Апр. | Май  | Июнь | Июль | Авг. | Сен. | Окт. | Нояб. | Дек. | Год |
| ------------------------------------------------ | ----- | ----- | ---- | ---- | ---- | ---- | ---- | ---- | ---- | ---- | ----- | ---- | --- |
| Средняя температура, °C                          | −13,1 | −11,5 | −5,1 | 4,5  | 13,2 | 17,2 | 19,5 | 17,3 | 11,2 | 3,6  | −3,3  | −9,2 | 3,7 |
| Источник: Северо-Евразийский Климатический Центр |       |       |      |      |      |      |      |      |      |      |       |      |     |

| Показатель                                        | Янв.  | Фев.  | Март | Апр. | Май  | Июнь | Июль | Авг. | Сен. | Окт. | Нояб. | Дек. | Год |
| ------------------------------------------------- | ----- | ----- | ---- | ---- | ---- | ---- | ---- | ---- | ---- | ---- | ----- | ---- | --- |
| Средняя температура, °C                           | −11,6 | −10,7 | −4,5 | 5,2  | 13,1 | 18,0 | 19,7 | 17,1 | 11,2 | 4,0  | −3,9  | −8,6 | 4,1 |
| Источник: Погода и климат (данные заархивированы) |       |       |      |      |      |      |      |      |      |      |       |      |     |

| Показатель                                       | Янв.  | Фев.  | Март | Апр. | Май  | Июнь | Июль | Авг. | Сен. | Окт. | Нояб. | Дек. | Год |
| ------------------------------------------------ | ----- | ----- | ---- | ---- | ---- | ---- | ---- | ---- | ---- | ---- | ----- | ---- | --- |
| Средняя температура, °C                          | −10,5 | −10,4 | −4,4 | 4,9  | 13,2 | 17,7 | 19,9 | 17,3 | 11,4 | 4,6  | −3,9  | −8,6 | 4,3 |
| Источник: Северо-Евразийский Климатический Центр |       |       |      |      |      |      |      |      |      |      |       |      |     |

| Показатель                | Янв.  | Фев.  | Март | Апр. | Май  | Июнь | Июль | Авг. | Сен. | Окт. | Нояб. | Дек. | Год |
| ------------------------- | ----- | ----- | ---- | ---- | ---- | ---- | ---- | ---- | ---- | ---- | ----- | ---- | --- |
| Средняя температура, °C   | −10,4 | −10,2 | −4   | 5,5  | 13,3 | 18,1 | 20,2 | 17,6 | 11,7 | 4,8  | −3,4  | −8,5 | 4,6 |
| Источник: Погода и климат |       |       |      |      |      |      |      |      |      |      |       |      |     |

| Среднемесячная температура последних лет | Среднемесячная температура последних лет | Среднемесячная температура последних лет | Среднемесячная температура последних лет | Среднемесячная температура последних лет | Среднемесячная температура последних лет | Среднемесячная температура последних лет | Среднемесячная температура последних лет | Среднемесячная температура последних лет | Среднемесячная температура последних лет | Среднемесячная температура последних лет | Среднемесячная температура последних лет | Среднемесячная температура последних лет | Среднемесячная температура последних лет |
| Месяц                                    | Янв                                      | Фев                                      | Мар                                      | Апр                                      | Май                                      | Июн                                      | Июл                                      | Авг                                      | Сен                                      | Окт                                      | Ноя                                      | Дек                                      | Год                                      |
| 2005 год, °C                             | −7,6                                     | −12,1                                    | −9,0                                     | 4,6                                      | 16,5                                     | 16,5                                     | 18,9                                     | 18,0                                     | 13,1                                     | 6,3                                      | 0,0                                      | −5,8                                     | 5,0                                      |
| 2006 год, °C                             | −17,0                                    | −14,8                                    | −5,3                                     | 4,7                                      | 13,4                                     | 20,2                                     | 17,6                                     | 18,1                                     | 12,6                                     | 4,5                                      | −3,6                                     | −3,0                                     | 4,0                                      |
| 2007 год, °C                             | −3,9                                     | −15,2                                    | −2,5                                     | 5,2                                      | 15,2                                     | 15,8                                     | 19,4                                     | 21,5                                     | 12,1                                     | 6,1                                      | −4,9                                     | −11,9                                    | 4,8                                      |
| 2008 год, °C                             | −11,8                                    | −6,5                                     | 0,1                                      | 8,3                                      | 12,4                                     | 16,4                                     | 20,7                                     | 19,1                                     | 10,0                                     | 7,8                                      | 2,1                                      | −5,4                                     | 6,1                                      |
| 2009 год, °C                             | −10,8                                    | −9,2                                     | −2,6                                     | 3,7                                      | 14,0                                     | 19,9                                     | 19,7                                     | 17,1                                     | 14,9                                     | 6,3                                      | −1,3                                     | −10,7                                    | 5,1                                      |
| 2010 год, °C                             | −16,8                                    | −13,5                                    | −4,5                                     | 7,4                                      | 17,4                                     | 21,2                                     | 25,9                                     | 22,6                                     | 13,3                                     | 3,7                                      | 0,9                                      | −9,0                                     | 5,7                                      |
| 2011 год, °C                             | −12,5                                    | −16,6                                    | −5,5                                     | 4,5                                      | 14,4                                     | 17,4                                     | 23,4                                     | 18,9                                     | 12,4                                     | 6,2                                      | −4,3                                     | −6,4                                     | 4,3                                      |
| 2012 год, °C                             | −10,2                                    | −14,7                                    | −5,2                                     | 9,6                                      | 15,9                                     | 19,8                                     | 21,7                                     | 19,7                                     | 12,6                                     | 7,5                                      | 0,3                                      | −11,1                                    | 5,5                                      |
| ---------------------------------------- | ---------------------------------------- | ---------------------------------------- | ---------------------------------------- | ---------------------------------------- | ---------------------------------------- | ---------------------------------------- | ---------------------------------------- | ---------------------------------------- | ---------------------------------------- | ---------------------------------------- | ---------------------------------------- | ---------------------------------------- | ---------------------------------------- |

На конец XX — начало XXI века, а в особенности на аномально жаркое лето 2010 года, приходится множество температурных максимумов, в то время как температурных минимумов в последнее время не наблюдается. Последний раз рекорд минимальной температуры наблюдался 23 февраля 2021 года −30,6, побив предыдущий −30,3 в 1912 году.
| Суточные температурные рекорды | Суточные температурные рекорды  |
| Максимумы                      | Минимумы                        |
| ------------------------------ | ------------------------------- |
| +39,0 °C (1 августа 2010 года) | −46,8 °C (21 января 1942 года)  |
| +38,9 °C (31 июля 2010 года)   | −45,3 °C (1 января 1979 года)   |
| +38,3 °C (30 июля 2010 года)   | −44,5 °C (22 января 1942 года)  |
| +38,2 °C (25 июля 2010 года)   | −43,9 °C (31 декабря 1978 года) |
| +37,9 °C (26 июля 1971 года)   | −42,5 °C (29 января 1892 года)  |
| +37,5 °C (14 июля 1917 года)   | −41,7 °C (26 декабря 1958 года) |
| +37,5 °C (25 июня 1921 года)   | −41,3 °C (23 января 1942 года)  |
| +37,5 °C (29 июля 2010 года)   | −39,9 °C (12 февраля 1930 года) |
| +37,0 °C (15 июля 1917 года)   | −39,5 °C (11 февраля 1930 года) |
| +37,0 °C (2 августа 1920 года) | −39,4 °C (20 января 1942 года)  |
| +36,9 °C (12 июля 1907 года)   | −39,4 °C (30 декабря 1978 года) |
| +36,9 °C (3 августа 2010 года) | −39,3 °C (3 января 1941 года)   |
| +36,8 °C (24 июня 1921 года)   | −39,1 °C (28 января 1892 года)  |
| +36,8 °C (4 августа 2010 года) | −39,0 °C (13 февраля 1930 года) |
| +36,8 °C (7 августа 2010 года) | −38,5 °C (10 января 1950 года)  |
| +36,6 °C (30 июня 1954 года)   | −38,4 °C (30 января 1956 года)  |
| +36,5 °C (8 августа 1920 года) | −38,2 °C (12 января 1940 года)  |

| Месячные рекорды осадков    | Месячные рекорды осадков  |
| Максимумы                   | Минимумы                  |
| --------------------------- | ------------------------- |
| 217 мм (июнь 1978 года)     | 0 мм (август 1972 года)   |
| 161 мм (июль 1942 года)     | 0 мм (февраль 1984 года)  |
| 153 мм (декабрь 2010 года)  | 0 мм (октябрь 1987 года)  |
| 153 мм (август 1941 года)   | 0,2 мм (апрель 1908 года) |
| 141 мм (октябрь 1989 года)  | 0,8 мм (май 1930 года)    |
| 134 мм (сентябрь 1919 года) | 2 мм (март 1886 года)     |
| 114 мм (май 1989 года)      | 3 мм (январь 1935 года)   |
| 108 мм (ноябрь 1882 года)   | 3 мм (июнь 2010 года)     |
| 98 мм (апрель 1919 года)    | 4 мм (декабрь 1935 года)  |
| 83 мм (февраль 1966 года)   | 4 мм (июль 1938 года)     |
| 75 мм (март 1961 года)      | 4 мм (сентябрь 1992 года) |
| 74 мм (январь 2011 года)    | 5 мм (ноябрь 1935 года)   |